# Юров, Виктор Исаевич
Виктор Исаевич Юров (4 января 1929 — ?) — советский футболист, нападающий.

## Карьера
Начинал игровую карьеру в подмосковном клубе «Красное Знамя». В 1950 году стал игроком минского «Динамо», в его составе отыграл 4 сезона — 2 в высшей лиге и 2 в первой. Был победителем первой лиги сезона 1953, в высшей лиге сыграл 27 матчей и забил 2 гола. Перед началом сезона 1954, место «Динамо» в высшей лиге было передано спортивному обществу «Спартак». За обновлённую команду Юров ни разу не сыграл, хотя числился в составе. Следующие несколько лет выступал за команды первой лиги «Спартак» Калинин, Команда города Ступино и «Труд» Ногинск. Последний сезон на уровне команд мастеров провёл в 1959 году.

## Достижения
«Динамо» Минск
- Победитель первой лиги: 1953